# 秋月街道
秋月街道（あきづきかいどう）は、豊前国小倉藩と筑後国久留米藩を結んでいた街道。現在の福岡県朝倉市で朝倉街道（現・国道386号）と交わる。この交差点一帯は交通の要所であるため、秋月藩でなく福岡藩が管理していた。

## 概要
途中の宿場は、徳力 - 呼野 - 採銅所 - 香春 - 猪膝 - 大隈 - 千手 - 秋月 - 野町 - 松崎となる。
現在の国道322号にほぼ一致する。また、長崎街道のバイパスでもあった。古くは7世紀に大宰府と豊後国を結ぶ街道として整備され、その後も筑後と豊後を結ぶ要路として繁栄し、参勤交代にも利用されたほか、豊臣秀吉も通ったことがある。江戸時代初期に秋月藩主黒田長興の意向で八丁峠越えのルートが秋月城下を通らないように変更され（城下の様子が他国者に詳しく知られるのはまずいという理由）、新ルートが不便だったため長崎街道への交通の移転が進んだという。

## 関連書籍
- 秋月街道ネットワークの会・編「秋月街道をゆく」（海鳥社、2001年）